# NGC 160
NGC 160 est une vaste galaxie lenticulaire située dans la constellation d'Andromède. NGC 160 a été découverte par l'astronome germano-britannique William Herschel en 1785.

## Caractéristiques
Sa vitesse par rapport au fond diffus cosmologique est de 4 923 ± 23 km/s, ce qui correspond à une distance de Hubble de 72,6 ± 5,1 Mpc (∼237 millions d'al).
À ce jour, 11 mesures non basées sur le décalage vers le rouge (redshift) donnent une distance de 71,500 ± 11,738 Mpc (∼233 millions d'al), ce qui est à l'intérieur des valeurs de la distance de Hubble.